# Camponotus donnellani
Camponotus donnellani é uma espécie de inseto do gênero Camponotus, pertencente à família Formicidae.